# Internationale Schweizer Eishockeymeisterschaft 1922/23
Die Saison 1922/23 war die achte reguläre Austragung der Internationalen Schweizer  Eishockeymeisterschaft. Meister wurde der EHC St. Moritz.

## Hauptrunde

### Serie Ost
- EHC St. Moritz – HC Davos 6:2

Der EHC St. Moritz qualifizierte sich für den Meisterschaftsfinal.

### Serie West
- HC Château-d'Oex – HC Rosey Gstaad 2:1

Der HC Château-d’Oex qualifizierte sich für den Meisterschaftsfinal.

## Meisterschaftsfinal
11. Februar 1923 in Davos
- EHC St. Moritz – HC Château-d’Oex 8:2